# Шельменко-денщик (п'єса)
Шельменко-денщик — соціально-побутова комедія Григорія Квітки-Основ'яненка, була видана в Харкові в 1840 році. Час написання не встановлений, оскільки автограф п'єси не зберігся. Написана російською мовою, центральний персонаж — Шельменко — говорить українською. Є завершальною п'єсою трилогії про Шельменка (попередні «Дворянские выборы, часть вторая, или Выбор исправника» (1830) та «Шельменко — волостной писарь» (1831)).

## Загальна характеристика
У виставі поєднанні інтрига (влаштування хитрим денщиком таємне одруження офіцера з дочкою багатого поміщика), комедія характерів, комедія звичаїв (зображення поміщицьких кіл). Квітка-Основ'яненко використовуючи комізм слова, образу, ситуації, народні засобами сміху, створив цікавий сюжет про те, як спритний, кмітливий та винахідливий, хоча й простакуватий з вигляду, денщик перехитрює обмежених і бундючних панів та ще й глузує з них. Саме прізвище Шельменко (від шельма — «хитра й спритна в своїх учинках людина») містить характеристичну інформацію про персонажа. Наявність у прізвищі Шельменко антропоформанта -енко характеризує його носія за національністю, тобто як персонажа-українця.
Образ Шельменка певною мірою пов'язані з європейським крутійським (пікарескним) романом. Він має риси спритного слуги-крутія, подібного до героїв комедій Мольєра, Карло Ґольдоні. І. Франко| зазначив, що «ся комедія Квітки є, може, найменше оригінальним його твором: уся її основа і будова взята з італійської комедії Ґольдоні „Курйозний випадок“». Проте комічний образ героя-крутія, слугував маскуванням національної доктрини Російської імперії. Сатира викриває суспільно-політичну обмеженість українського панства, його невігластво, гонитву за титулами.

## Сюжет
Молодий капітан Скворцов, не без корисливих міркувань, має наміри одружитися з Прісінькою, донькою Кирила Петровича Шпака - поміщика села, де і розгортаються події. Але батьки вже погодили зустріч Прісі з Лопуцьковським, щоб скоро вони побралися і відмовляють власнику всього-на-всього «мундьора та рейтузів», у якого вже встигла закохатися юна, наївна дівчина. Після того, як Прісінька відмовила офіцеру втекти з ним і побратися без батьківського благословення, тоді на допомогу приходить простакуватий, зате кмітливий денщик капітана Шельменко, якому настільки набридла багаторічна служба, що він готовий на будь-які хитрощі, аби догодити командиру і піти у відставку. Шпак, одурений Шельменком, благословляє доньку та капітана Скворцова на шлюб.

## Дійові особи
- Кирило Петрович Шпак — поміщик.
- Фенна Степанівна — його дружина.
- Присінька — їх дочка.
- Тимофій Кіндратійович Лопуцьковський — її жених.
- Осип Прокопович Опецковський — приїжджий поміщик.
- Аграфена Семенівна — його дружина.
- Евжені — їх дочка.
- Іван Семенович Скворцов — капітан, квартирує з командою в селі Шпака.
- Шельменко — його денщик.
- Мотря — покоївка Фенни Степанівни.
- Ключниця, лакеї, кучери та інші слуги і служанки Шпака.
- Гості, чоловіки, жінки, діти з  годувальницями, няньками і тому подібні.

## Створення та видання
П’єса була написана не раніше 1834 року, оскільки Шпак за минулорічними газетами слідкує за подіями громадянської війни в Іспанії, яка розпочалася в 1833 році. Шпак розповідає, що  з Тпрунькевичем «с 15 года в непримиримой вражде». А раніше казав, що я: «Я с паном Тпрунькевичем более двадцати лет в ссоре». 
Дозвіл театральної цензури на постановку і на публікацію комедії цензури датований 23 січня 1838 року. Вперше надруковано окремою книжкою: Шельменко-денщик. Комедия в пяти действиях. Соч. Основьяненка. Харьков, напечатано в унив. тип., 1840.

## Театральні постановки
Першою документально підтвердженої постановки є збережена театральна афіша вистави комедії «Шельменко-денщик», здійсненої у Харкові відомою трупою Л. Млотковського 23 січня 1840 року. Наступного року вона була поставлена в Александринському театрі в Петербурзі.
З того часу вистава є в репертуарі багатьох театрів. Вона була в репертуарі таких видатних акторів, як М. С. Щепкін, М. Л. Кропивницький та інші.
У другій половині XIX ст. вистава йшла з успіхом на західноукраїнській сцені під назвою «Шельменко-наймит». Зміна назви пояснювалися тим, що постанови змінювали переробляли п'єси відповідно до художньо-естетичного смаку місцевої публіки.
19 жовтня 2012 року на сцені Харківського державного академічного драматичного театру ім. Т. Г. Шевченка відбувся 2200-й показ вистави «Шельменко-денщик» Г.Квітки-Основ'яненка. Вона проходила в рамках національного проекту «Книга рекордів України».

## Екранізації
- 1911 — інша назва примітивного російського лубка-кіноводевіля з висміювання українців, що вийшов під назвою Хохол наплутав або денщик підвів. Виконавці-актори: Ф. Севрюк та А. Карпінскій (на студії Бр. Пате)
- 1911 — російський фільм. Виконавці-актори: української трупи під керівництвом А. Олексієнка. (на студії Кіноконтори Д. Харитонова, Харків)
- 1912 — російський фільм. Режисер Ф. Сердюк, Дмитро Байда-Суховій. Виконавці-актори: актори української трупи. (на студії Кіноконтори А. Каратуманова, Харків)
- 1957 — український радянський художній фільм[6]
- 1971 — російський радянський художній фільм.